# Eugène Riu
Pour les articles homonymes, voir Riu.
Eugène Riu est un général et homme politique français né le 15 juillet 1832 à Montpellier (Hérault) et décédé le 24 janvier 1895 à Paris.

## Biographie
Élève aux Beaux-Arts, il entre dans l'armée et fait les différentes campagnes du Second Empire. Il est un temps commandant militaire du Palais Bourbon. Il est général de Brigade en 1882. Il est député de Loir-et-Cher de 1893 à 1895 et siège à gauche.

## Distinctions
- Commandeur de la Légion d'honneur en 1889, Officier en 1881, Chevalier en 1870.
- Chevalier de l'ordre de Saint-Grégoire-le-Grand
- Médailles d'argents de 2ème (1855) et 1ère classe (1857) pour acte de courage et dévouement
- Officier de l'Instruction publique